# نوتينغ هيل (فلم)
نوتينغ هيل (بالإنجليزية: Notting Hill) هو فيلم رومانسي كوميدي أنتج عام 1999 من إخراج روجر ميشيل وبطولة جوليا روبرتس وهيو جرانت يحكي قصة بائع كتب إنجليزي بسيط وممثلة هولوودية شهيرة يقعان في الحب ليواجها اختلاف حياتهما.

## قصة الفيلم
وليام ثاكر( هيو جرانت) شاب عادي جدا، يعمل بائعا للكتب بلندن. ذات يوم يصطدم بفتاة في الشارع ويسكب العصير على ملابسها دون تعمد، وبما أن ويليام يعيش بمنزل مجاور، فإنه يعرض على الفتاة أن يصحبها إلى المنزل كي ينظف لها ملابسها، الأمر حتى الآن عادي جدا.
لكن الغير عادي أن تلك الفتاة هي آنا سكوت (جوليا روبرتس) الممثلة الأمريكية الجميلة والمشهورة، القادمة للمشاركة بأحد الأفلام في لندن
وحينما تضطر آن للعودة إلى منزل وليام كي تستعيد حقيبتها التي كانت قد تركتها سهوا، يتبادل وليام وآنا القبلات، وتبدأ العلاقة العاطفية بين وليام وآنا، بينما يتساءل الأصدقاء والأسرة والعالم بأسره كيف يمكن لوليام أن يقع في حب نجمة سينمائية.

## الممثلون
| الممثل         | الدور       |
| -------------- | ----------- |
| جوليا روبرتس   | آنا سكوت    |
| هيو جرانت      | ويليام ثاكر |
| ريس ايفانز     | سبايك       |
| جيمس درايفيس   | مارتن       |
| ريتشارد ماكابي | طوني        |
| ديلان موران    | روفوس اللص  |
| ألك بالدوين    | جيف كنج     |

## الاستقبال النقدي
تلقى الفيلم مراجعات إيجابية، فقد حصل على 83% من موقع الطماطم الفاسدة بناء على 98 مراجعة، وحصل على متوسط 6,6/10 من موقع ميتاكريتيك بناء على 44 مراجعة كما رشح لـ ثلاث جوائز جولدن جلوب،

## الميزانية والإيرادات
بلغت ميزانية الفيلم حوالي 42 مليون دولار ، وحقق الفيلم في افتتاحيته ما يقارب 22 مليون دورلا، جمع الفيلم داخل أمريكا الشمالية ما يناهز 116 مليون دولار، في حين بلغت إيراداته في جميع أنحاء العالم أكثر من 363 مليون دولار 

## وصلات خارجية
- مقالات تستعمل روابط فنية بلا صلة مع ويكي بيانات